# Cephalodromia pusaensis
Cephalodromia pusaensis is een vliegensoort uit de familie van de Mythicomyiidae. De wetenschappelijke naam van de soort is voor het eerst geldig gepubliceerd in 1979 door Kapoor & Agarwal, oorspronkelijk geplaatst in het geslacht Glabellula.